# Прав удар
Прав удар (на английски език - straight или cross) е юмручен удар в бокса, който е едно от най-мощните оръжия в бойните спортове. В зависимост от това дали е нанесен с лява или дясна ръка, се нарича „ляв прав“ и „десен прав“.

## Техника на изпълнение
- Десен прав
- Ляв прав

Техниката на изпълнение на този удар започва с рязко извиване в кръста на боеца, повдигане на стъпалото на опорния крак (лев или десен), като при удара се извършва завъртащо движение върху пръстите, и изстрелване на задностоящата ръка напред, към главата на опонента.